# Biennale de Paris
La Biennale de Paris est une manifestation internationale d'art fondée en 1959 par André Malraux, alors ministre d'État chargé des Affaires culturelles. Raymond Cogniat en fut le premier délégué général. La direction fut assurée jusqu'en 1983 par Georges Boudaille. De 1983 à 2000 la biennale est restée dans le domaine public et en 2000 Alexandre Gurita en reprend la direction.
Elle a pour objectif d'identifier et d'activer des pratiques artistiques qui remettent en question les valeurs établies de l'art.

## Histoire
La Biennale de Paris est la troisième biennale créée au monde. André Malraux déclare à son propos :
« Il est nécessaire à la culture française que Paris demeure, en art, la ville de l'accueil et de la liberté ».
Elle est inaugurée le 3 octobre 1959, au musée d'Art moderne de la ville de Paris, avec « une sculpture qui fait de la peinture » de  Jean Tinguely. Lors de l'inauguration de la Ire Biennale, Malraux déclare encore :
« L'État n'a pas à marquer de préférences. Il doit seulement aider les artistes. L'État quant à lui n'a pas à choisir. Il ne peut qu'enregistrer. Il est heureux de pouvoir encourager cette liberté ».
La manifestation se déroule tous les deux ans de 1959 à 1985, mais perd progressivement  de son attractivité pour les médias, notamment en raison du manque de renouvellement et de la concurrence d'autres manifestations d'art contemporain à Paris, davantage axées sur le marché de l'art, comme la Fiac. Élisabeth Lebovici déclare :  « [...] en 1985, la Biennale de Paris n'a plus été “des jeunes”, alors qu’elle prenait forme dans le spectaculaire, à la Grande Halle de la Villette. C'est devenu le lot quotidien des Biennales. »
Depuis son arrêt, plusieurs projets ont été élaborés et plusieurs équipes se sont succédé pour la faire renaître. En 1993, Philippe Douste-Blazy, alors ministre de la Culture, demande à Alfred Pacquement un projet de remise en place de la Biennale de Paris. Un projet de relance est élaboré mais reste sans suite. Culturesfrance (ex-Association française d'action artistique), la Ville de Paris et le ministère de la Culture ont souhaité à travers différents projets lui donner un nouvel essor, mais ces intentions sont restées au stade de projet.
En 2000, la Biennale reprend et, après quatre années d'organisation, en 2004, la quatorzième édition est mise en place. À partir de 2006, elle s'oriente vers une forme différente, délocalisée et étendue dans le temps.

### Quelques chiffres clés
- 1959 : 40 pays participants
- 1980 : 42 pays participants
- 2004 : 18 pays participants
- 2006-2008 : 21 pays participants

## Les Biennales de Paris

### IreBiennale de Paris
Du 2 au 25 octobre 1959, musée d'Art moderne de la Ville de Paris
Jean-Claude Bédard, Jean-Claude Bertrand, Pierre Bonnard, Gérald Collot, Simone Dat, James Ensor, Pierre Fichet, Henri Matisse, Piet Mondrian, Emil Nolde, Georges Rouault, Suzanne Valadon, Edouard Vuillard, André Derain, Raoul Dufy, Paul Klee, Albert Marquet, Kees van Dongen, Jacques Villon, Maurice Vlaminck, Georges Braque, Marc Chagall, Robert Delaunay, Max Ernst, Roger de La Fresnaye, Juan Gris, Marcel Gromaire, Claude Grosperrin, Oskar Kokoschka, Fernand Léger, André Lhote, André Masson, Amedeo Modigliani, Yehuda Neiman, Julius Pascin (Julius Mordecai Pincas), Constant Permeke, Pablo Picasso, Gino Severini, Chaïm Soutine, Louis Trabuc, Maurice Utrillo, Jacques Winsberg, Yasuo Mizui.

### IIeBiennale de Paris
Du 29 septembre au 5 novembre 1961, musée d'Art moderne de la Ville de Paris
Pierre Alechinsky, Arman, Philippe Bonnet, Bernard Buffet, Henri Cueco, Simone Dat, Raymond Hains, David Hockney, Jasper Johns, Jean-Marie Ledannois, Jean Le Gac, Robert Nicoïdski, Martial Raysse, Juan Luis Rodriguez Sibaja, Victor Roman,  Toulouse-Lautrec, Louis Trabuc, Jean-Pierre Vielfaure, Jacques Villeglé, École de Paris, Réalisme non figuratif.

### IIIeBiennale de Paris
Du 28 septembre au 3 novembre 1963, musée d'Art moderne de la Ville de Paris
Antonio Segui, Christo, Niki de Saint Phalle, Pierre Schaeffer, Pierre Boulez, Iannis Xenakis, Peter Blake, David Hockney, Nicolas Schöffer, Jacques Brissot, Vassili Kandinsky, Salvador Dalí, Nouvelle figuration, Groupe Mu, Groupe Lettrisme, Groupe de Recherche en Arts Visuels (GRAV), Groupe des aluchromistes Belges.

### IVeBiennale de Paris
Du 28 septembre au 3 novembre 1965, musée d'Art moderne de la Ville de Paris
Christian Boltanski, Erik Dietmann, Daniel Buren, Jean-Pierre Le Boul'ch, Jean Le Gac, Carlo Marangio, Michel Moskovtchenko, Peter Stampfli, Yvan Theys, Gérard Titus-Carmel, Niele Toroni, Vladimir Velickovic, Bernar Venet, Jean-Pierre Raynaud, Peter Blake, Groupe Lettriste, Pierre Buraglio, Jean de Gaspary

### VeBiennale de Paris
Du 29 septembre au 5 novembre 1967, musée d'Art moderne de la Ville de Paris
Pierre Schaeffer, Martial Raysse, Jean-Pierre Raynaud, Groupe de recherches musicales, BMPT, Groupe Lettriste, Claude Grobéty, John Max, Henry Saxe, Pierre Hébert, Al Sens.

### VIeBiennale de Paris
Du 24 septembre au 1er novembre 1969, musée d'Art moderne de la Ville de Paris
Giulio Paolini, Jannis Kounellis, Jean Le Gac, Les Levine, Southwest Coming Together, Elektradermis, La modification, Utopie, Interplay, Ens musical Nihilist Spasm Band, Vidéo-Dom, Automat, Medikit, Groupe AAT, Benedicto Cabrera.

### VIIeBiennale de Paris
Du 15 septembre au 21 octobre 1971, Parc floral de Paris, bois de Vincennes
Joseph Kosuth, Art and Language, Robert Barry, Victor Burgin, Monika Baumgartl, Alighiero e Boetti, Vito Acconci, Bruce Nauman, Bernard Dreyfus, Dan Graham, Dennis Oppenheim, Richard Serra, Lawrence Weiner, Richard Long, Joseph Beuys, Daniel Buren, Gilbert and George.

### VIIIeBiennale de Paris
Du 15 septembre au 21 octobre 1973, musée d'Art moderne de la Ville de Paris
Les artistes anonymes, Michael Asher, Groupe 70, Giulio Paolini, Anne et Patrick Poirier, Telewissen Groupe, Druga Grupa, Christian Jaccard, Markus Lüppertz, Goran Trbuljak, François Rouan, Douwe Jan Bakker, György Jovánovics, James Coleman, Denis Rivière, Düsseldorfer Szene, Pedro Uhart.

### IXeBiennale de Paris
Du 19 septembre au 2 novembre 1975, musée d'Art moderne de la Ville de Paris, musée Galliéra
Gordon Matta-Clark, Eventstructure Research Group, Antoni Muntadas, Marina Abramovic, John M. Armleder, Christian Boltanski, Luciano Castelli, Valie Export, Terry Fox, Rébecca Horn, Urs Lüthi, Krzysztof Wodiczko, Noël Dolla, COUM Transmissions (Genesis P-Orridge et Cosey Fanni Tutti).

### XeBiennale de Paris
Du 17 septembre au 1er novembre 1977, palais de Tokyo, musée d'Art moderne de la Ville de Paris,
Laurie Anderson, Raymonde Arcier, Sandro Chia, Francesco Clemente, Ferran García Sevilla, Anselm Kiefer, Annette Messager, Claudio Parmiggiani, Adrian Piper, Claude Sandoz, Groupe 143, Groupe de 4, Groupe Untel.

### XIeBiennale de Paris
Du 20 septembre au 2 novembre 1980, musée d'Art moderne de la Ville de Paris
Sophie Calle, Alain Fleischer, Gloria Friedmann, Mimmo Paladino, Paul Devautour, Tony Oursler, Martine Aballéa, Groupe Normal, Groupe Etcetera, Paisaje Imaginario, Saeta om production, Socialist Patient Kollective, ATEM, ECART, System'art, Milton Becerra.

### XIIeBiennale de Paris
Du 2 octobre au 14 novembre 1982, musée d'Art moderne de la Ville de Paris
Guillaume Bijl, Groupe CADA, Philippe Favier, Groupe FRIGO, Claude Leveque, Georges Rousse, Groupe Zardee, Bill Woodrow, Anish Kapoor, Non Groupe, Groupe Dioptre, Peter d'Agostino, Collaborative Work, Groupe Todliche Doris, Yann Minh, Un Drame Musical Instantané.

### XIIIeBiennale de Paris
Du 2 octobre au 10 novembre 1985, Grande Halle de La Villette
John Ahearn, Robert Ashley, John Baldessari, Józef Czapski, Richard Deacon, Luciano Fabro, Peter Fischli, Jenny Holzer, Anish Kapoor, Joseph Kosuth, Nam June Paik, Per Kirkeby, Bertrand Lavier, Jean Le Gac, Roberto Matta, Mario Merz, Gerhard Richter, Julian Schnabel, Frank Stella, Jeff Wall, Keith Haring.

### XIVeBiennale de Paris
Du 20 février au 15 mars 2004, Paris et ailleurs
Ikhéa©services, Ricardo Mbarak (en), Ultralab, Le Club des pêcheurs, Musée du point de vue, Musée des dommages, musée des nuages, EAMO, Paul Robert-coureur de fond, Thermo-hygrographe, École du vin de Paris, ATSA, Supernova, Soussan Ltd, Visualinguistic, GRNC, IPAC, N55.

### XVeBiennale de Paris
Du 1er octobre 2006 au 30 septembre 2008, Paris, régions et différents pays du monde[source insuffisante]

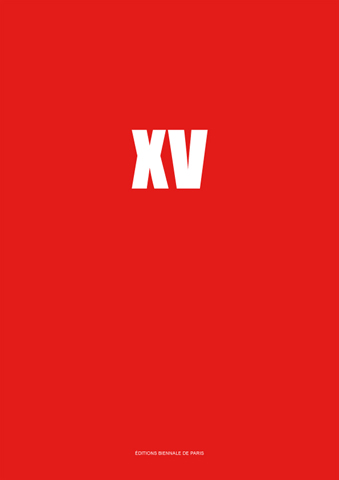
Couverture du catalogue de la XVe Biennale de Paris.

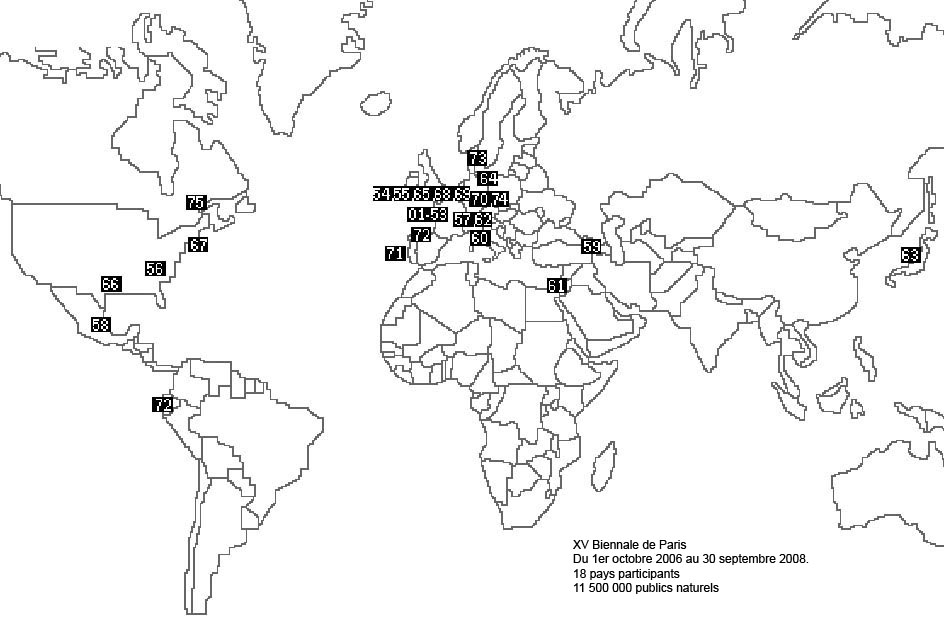
Carte de la XVe biennale de Paris, 2006-2008.

Amicale de la Biennale de Paris, Soussan Ltd, Jean-Baptiste Farkas, Alexandre Gurita, François Deck, Ricardo Mbarkho (en), Glitch, Gary Bigot, Geoff Bunn, Brian Holmes, OSTSA, Courants Faibles, Au Travail/At Work, Paul Robert, Karen Andreassian, Hubert Renard, RS, Microcollection, musée des nuages, Michel Chevalier, Olivier Darné, Bernard Delville, Sabine Falk, Dominic Gagnon, Karine Lebrun, La Chèvre Phénomène, Saint-Thomas l'Imposteur, André Éric Létourneau, Florian Brochec, Nana Petzet, That's Painting Productions, Les Somnatistes, Liliane Viala, Stephen Wright, Jean-Claude Moineau.
Au-delà de cette classification territoriale, des projets Tous Territoires (TT) et des projets Sans Territoire Fixe (STF) participent à cette édition.

#### Opérations de laXVeBiennale de Paris à Knoxville (États-Unis)
- « The XV Biennale de Paris at the Art Gallery of Knoxville[22] »
- « That's Painting Productions[23] »

### Commissaires d'exposition et théoriciens
Commissaires d'exposition et théoriciens ayant participé ou participant à la Biennale de Paris.
- Daniel Abadie
- Jean-Christophe Ammann
- Paul Ardenne
- Alin Avila
- Wolfgang Becker (editor) (en)
- Achille Bonito Oliva
- Pierre Courcelles
- Don Foresta
- Gerald Forty
- Gérald Gassiot-Talabot
- Alain Jouffroy
- Václav Havel
- Brian Holmes
- Pontus Hulten
- Élisabeth Lebovici
- Madeleine Leclair
- Éric Létourneau
- Jean-Jacques Lévêque
- Lucy R. Lippard
- Francesco Masci
- Catherine Millet
- Ole Henrik Moe
- Jean-Claude Moineau
- Ghislain Mollet-Viéville
- Raoul-Jean Moulin
- Alfred Pacquement
- Ad Petersen
- José Pierre
- Jean-Marc Poinsot
- Frank Popper
- Pierre Restany
- Michel Ragon
- Guido Weelen
- Stephen Wright

## Identité
Par sa nature, par son mode de fonctionnement, par son organicité et par la nature des pratiques qu'elle se propose de mettre en valeur, la biennale de Paris a une identité qui la distingue très clairement des autres biennales dans le monde.
- Un art sans exposition : Les pratiques associées à la biennale de Paris, ne se manifestant pas sous forme d'œuvre d'art, induisent leurs propres modes d'êtres, qui ne sont logiquement pas ceux de l'exposition. Ici opérer succède à exposer.
- Un art sans commissaires d'exposition : Étant une biennale sans exposition elle est implicitement une biennale sans commissaire d’exposition.
- Un art sans œuvres d'art: La biennale de Paris n'expose ni ne présente d'aucune façon d'œuvres d'art : photographie, vidéo, dessin, peinture, sculpture, installation, virtuel, numérique, hypermédia, son, multimédia, action artistique, performance, happening, simulation... Expérience succède à œuvre.
- Un art sans spectateurs : Sans objets d'art et sans exposition il n'y a rien à voir, ni des spectateurs ou le public habituel de l'art qui ait quelque chose à voir. L'usager succède au spectateur.
- Une institution horizontale : Les participants sont décisifs sur la biennale de Paris, ils sont considérés comme partenaires.
- Une existence en temps réel : Afin d'être en phase avec le contexte des démarches associées à la biennale de Paris, celle-ci se déroule là ou ça se passe et quand ça se passe.

### Terminologie
La nature des démarches constitutives de la biennale de Paris fait que les mots habituels de l'art ne suffisent pas à faire exister celles-ci, à les identifier ou bien à les décrire. En ce sens, d'autres termes, mots ou notions sont nécessaires. Ils posent les bases d'une nouvelle terminologie artistique : « opérer », « macrocritique », « invisuel »[passage promotionnel], « public naturel », « penser l'art », « institution horizontale », « document opérant », « manœuvre », « transmission orale », « pratiques actuarielles / art actuariel », « translection » [source insuffisante].

## Extensions
La biennale de Paris est composée d'extensions : 
- Le Collège de la biennale de Paris : une extension éducation
- L'Amicale de la biennale de Paris : une extension théorique
- La Collection Impermanente : une extension collection
- Des Archives de la biennale de Paris : une extension archives
- Les publications de la biennale de Paris : une extension édition
- Le concours et les résidences de la biennale de Paris : une extension dotations.

### Le Collège de la biennale de Paris

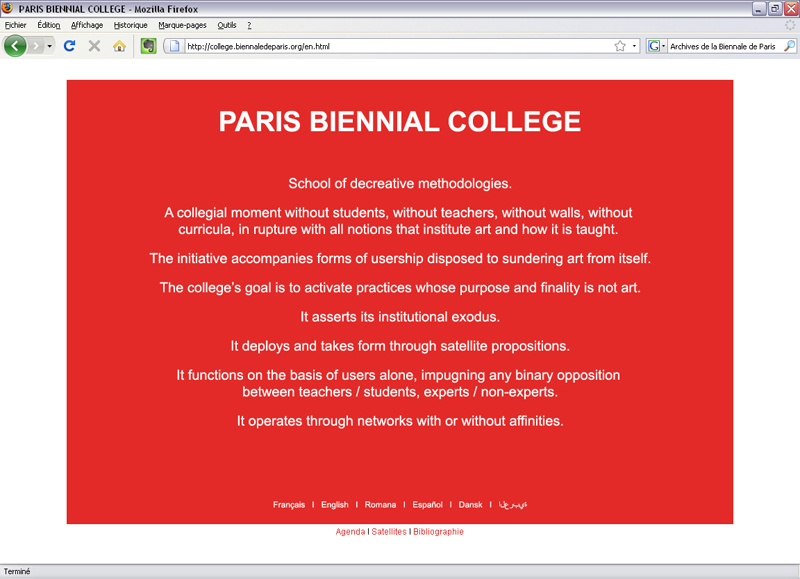
Collège de la biennale de Paris

Le Collège de la biennale de Paris est une extension éducation de la biennale de Paris. Il se définit comme une école de méthodologies décréatives. C'est un moment collégial sans élèves, sans enseignants, sans toit, sans cursus, en rupture avec toutes les notions qui instituent l'art et son enseignement. L'initiative accompagne les usages susceptibles d'arracher l'art à lui-même.

### L'Amicale de la biennale de Paris

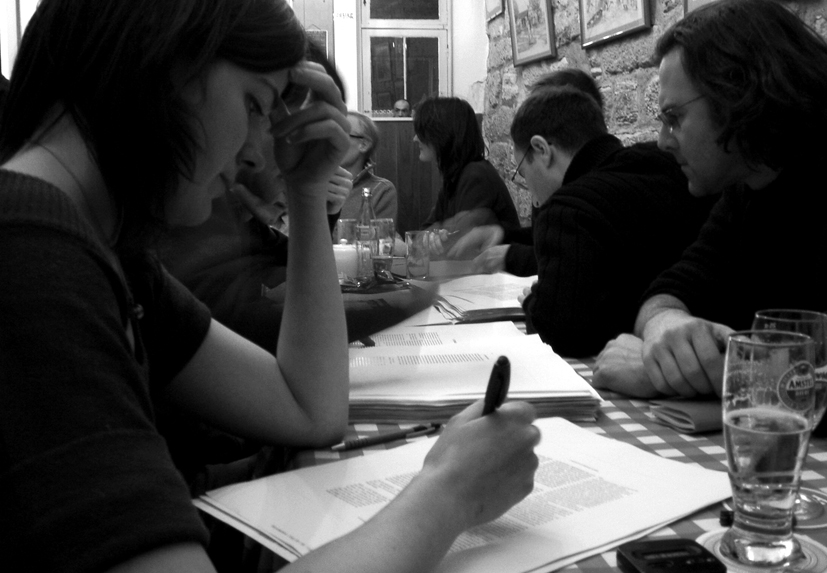
Amicale de la biennale de Paris ; g. : Claire Fouquet, d. : Stephen Wright.

L’Amicale de la biennale de Paris est née en 2006 comme une extension théorique des activités courantes de l'organisation. Elle prend la forme de rencontres bimensuelles auxquelles assistent différentes personnes impliquées dans la biennale de Paris ou concernées par des problématiques communes. L’Amicale a été initiée par Jean-Baptiste Farkas pour renforcer des liens et faire fructifier des intérêts partagés : elle repose sur la mise en commun de manières de faire et de penser souvent étrangères les unes aux autres.
Administrée par Claire Fouquet jusqu'en 2006, chaque Amicale consiste en échanges de points de vue autour d'un sujet précis. Plus de 40 Amicales se sont déroulées jusqu'à aujourd'hui.
Quelques sujets abordés : 
- « De quoi l'art doit-il s'affranchir ? », le 5 mai 2006
- « L'art doit-il être artistique ? », le 19 mai 2006
- « Penser l'art ou être pensé par l'art », le 2 juin 2006
- « Exister c'est être perçu », le 30 juin 2006
- « Mutualisation des incompétences », le 8 septembre 2006
- « Quelles motivations inciteront les artistes à se rassembler ? », le 22 septembre 2006
- « Trop d'artistes ? », le 6 octobre 2006
- « L’art pour quoi faire ? - L'art peut-il avoir un caractère performatif ? », le 23 mars 2007
- « 200 ans de loyaux services », le 20 avril 2007
- « Faire et faire faire. Une œuvre sans autorité mais pas sans auteur. », le 25 mai 2007
- « Travail, autorité, responsabilité, art et économie laborieuse », le 18 juin 2007
- « De quelle marge d'autonomie dispose un artiste hors du champ de l'art ? La liberté d'inventer sa propre interaction au monde ne le rend-il pas encore plus vulnérable à de multiples formes de prédation ? », le 29 juin 2007

### La Collection impermanente

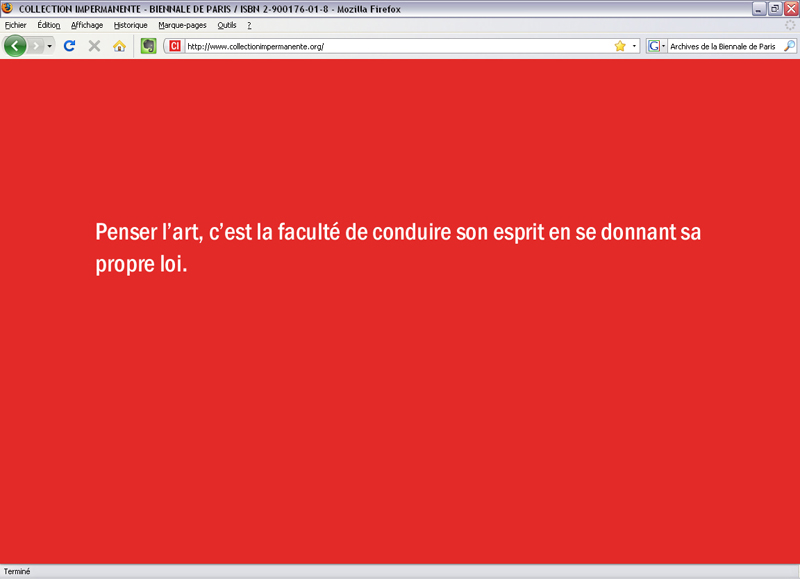
Collection impermanente.

La Collection impermanente est une extension de la collection de la biennale de Paris. Elle est une collection d'art mentale. Elle est composée de près de 1 000 pensées qui se lisent au hasard. Extraits : 
- « Les musées sont des décharges de luxe qui structurent, dans un ordre fictif l’invasion progressive du monde par les traces humaines. Ils recyclent et rationalisent les productions les plus imprévisibles, notamment les œuvres d’art. »
- « L’expérience du musée peut paradoxalement être une expérience de l’absence d’art. »
- « Les musées racontent l’histoire de nouveautés qui ne sont pas récentes. »
- « Je vois de l’art de plus en plus, là où ça n’est pas fait exprès. »
- « Un art libéré de l’idée de l’art ce serait tout un art. »
- « L’esthétique traditionnelle de l’œuvre d’art pourrait ainsi être remplacée par une esthétique du réel, une esthétique qui s’attacherait à la révélation de chaque chose dans sa vraie fonction. »
- « L’invention de l’art implique une déconstruction des valeurs esthétiques dominantes sélectionnées. »
- « L’horizon enchanté de la scène de l’art s’observe depuis la pyramide des prix. »
- « Le marché distingue ce qui vaut en tant qu’art, de ce qui en tant qu’expérience de l’art, selon lui, ne vaut rien. »
- « L’originalité est un miracle auquel il ne tient qu’à nous de faire passer un sale quart d’heure! »
- « C’est dans la re-formulation continuelle que réside une efficience. »
- « Ces gens confondent sans doute processus et vide. »
- « Visibilité et de l’invisibilité de l’œuvre, à ne pas confondre avec la visibilité de l’artiste, peu intéressante. »
- « De quelle marge d’autonomie dispose un artiste hors du champ de l’art ? La liberté d’inventer sa propre interaction au monde ne le rend-il pas encore plus vulnérable à de multiples formes de prédation ? »
- « N’est-ce pas dans son rapport à l’économie que l’art peut innover de nouvelles formes, de nouvelles pratiques ? »
- « Ma pratique s’adresse à un public exclusivement "naturel", par opposition au "public de l’art" prévenu à l’avance de ce qu’il y aura quelque part de l’art à voir. »
- « Pour moi le sport est un motif artistique ou une thématique. C’est en ce sens que je pratique la course de fond. »
- « Le sport est probablement une des activités humaines résistantes à l’art. Comme on dirait en médecine d’une bactérie qu’elle est résistante à un antibiotique. »
- « L’art de faire de l’art c’est l’art de ne pas en faire. »
- « La seule chose dont l’art ne peut s’affranchir est son histoire. »
- « L’objet d’art est la solidification de l’expérience artistique. »
- « Une des perspectives de l’art c’est de l’aider à enfin s’affranchir du champ autonome où il est tenu captif. »
- « Penser l’art est dangereux, y être pensé par lui est fatal. »
- « Invisuel c’est quand ce qui est à voir se fait avoir. »
- « L’objet de l’art est la modification de l’idée de l’art. »

## Archives

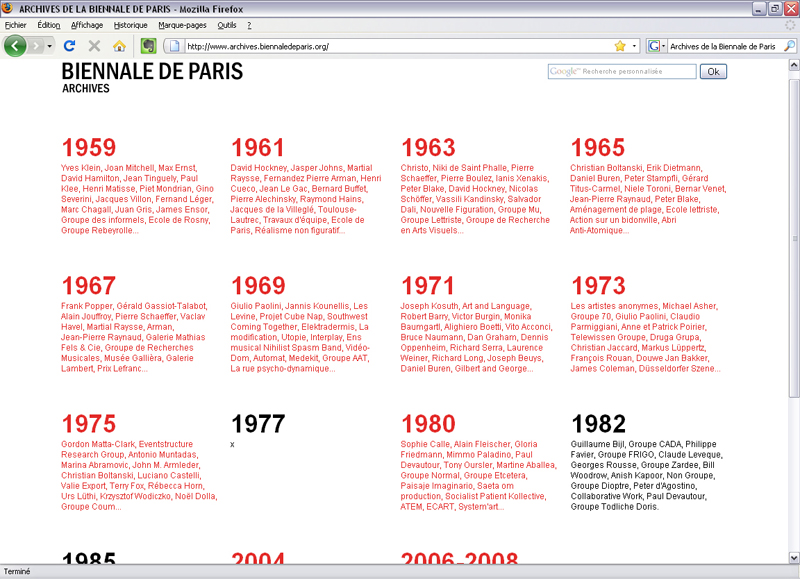
Archives en ligne de la biennale de Paris ; capture d'écran.

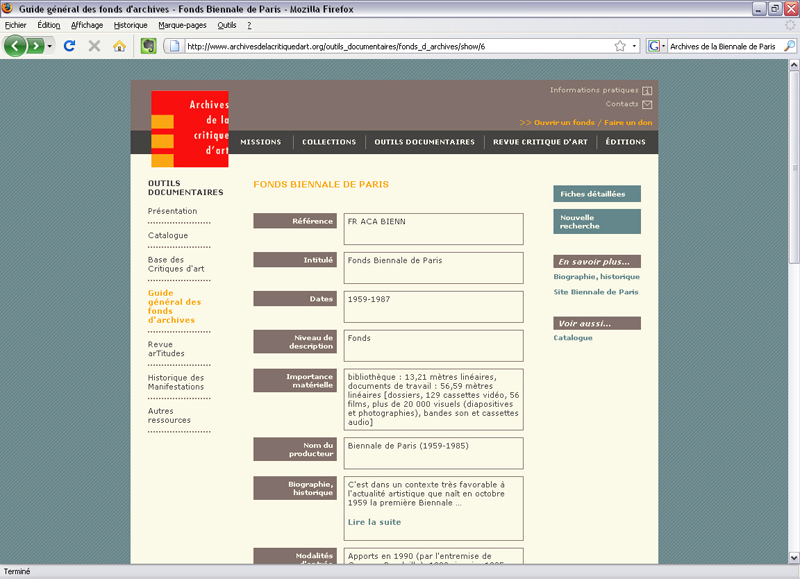
Le fonds d'archives de la biennale de Paris 1959-1987 des archives de la critique d'art ; capture d'écran.

Le fonds d'archives de la biennale de Paris de 1959 à 1987 se situe aux archives de la critique d'art à Rennes. D'autres documents d'archives se trouvent à la bibliothèque Kandinsky, centre de documentation et de recherche du Centre Pompidou, à l'Institut national d'histoire de l'art (INHA), à la fondation Maeght et à l'Institut national de l'audiovisuel. Un nombre relativement important de documents d'archives sont disponibles en ligne.
- Fonds Biennale de Paris 1959-1985 (1959-1985) [Dossiers, archives photographiques : plus de 20 000 diapositives et tirages photographiques, archives sonores : 78 bandes son et 29 cassettes audio, archives audiovisuelles : 129 cassettes vidéo, 56 films. ; Bibliothèque : 13,21 mètres linéaires. Documents de travail : 56,59 mètres linéaires.].  Cote : FR ACA BIENN. Rennes : Archives de la critique d'art, Institut national d'histoire de l'art (présentation en ligne).
- Fonds Biennale de Paris depuis 2000 (2000-) [Imprimés, dossiers, archives sonores et audiovisuelles.].  Cote : FR ACA BDP20. Rennes : Archives de la critique d'art, Institut national d'histoire de l'art (présentation en ligne).
- Fonds Biennale de Paris (1971-1985) [1053 dossiers, 3 carrousels de 80 diapositives, 1 cassette audio].  Cote : BDP 1 - 1057. Paris : Bibliothèque Kandinsky, Centre Pompidou (présentation en ligne).

### Ouvrages et catalogues
- XVe biennale de Paris, collectif, diffusé par Paris-Musées, 2006
- XIVe biennale de Paris, collectif, préface de Paul Ardenne, 2004
- XIIe biennale de Paris, collectif, 1982
- Xe biennale de Paris, collectif, 1977
- VIIe biennale de Paris, par Georges Boudaille, Jean Nouvel, François Seigneur, 1971
- Biennale de Paris : une anthologie 1959-1967, par Georges Boudaille, Catherine Millet, Jacques Lassaigne, Pierre Faucheux

### Articles de presse
- « La biennale de Paris : une négociation », par Samuel Zarka, Le Diable probablement, nr. 5, Automne-Hiver 2008
- « Истинный художник – лишний художник! », par Stephen Wright, Moscow Art Magazine, nr. 68, 2008
- « La biennale de Paris, là-bas, nulle part, ici », par Élisabeth Lebovici, Janus nr. 22, Septembre 2007
- « L'envie d'airs de Paris » (Editorial), par Fabrice Bousteau, Beaux-Arts Magazine, mai 2007
- « Un vrai artiste est un artiste de trop ! » : La XVe biennale de Paris, par Stephen Wright, Etapes, Septembre 2007
- « Biennale : lien direct entre GAM et les musées parisiens. Table ronde hier. Quand les punaises deviennent une œuvre d’art », La Prealpina,18 février 2007.
- « Des artistes internationaux au château de Millery », par Delphine Virely, L'Auxois, le 22 octobre 2006
- « Paris in Americans. Making heads or tails of XV biennale de Paris », par Leslie Wylie, Metro Pulse / Knoxville's Weekley Voice, le 19 octobre 2006
- « En mai, Villepin fait l'expo qui lui plaît ». Il met l'art contemporain « tricolore » en vitrine au Grand Palais à Paris, par H-F. Debailleux et G. Lefort, Libération, le 18 avril 2006
- « Entre biennales », par Catalin Gheorghe, Ziarul din Iasi, le 4 janvier 2006
- «Triển lãm Paris Biennale 2004 khai mạc ngáng Hai », Vn Visual Arts, 2004 (traduit en vietnamien du texte espagnol paru dans Art Daily, 2004)
- « Experience a biennale », par Paul Ardenne, It's Art Baby! Art!, le 28 février 2004
- « Biennale de Paris. Circulez ! - Il n'y a plus rien à acheter », par Lino Polegatto, Flux News, avril 2004

### Textes
- « Vers un art sans œuvre, sans auteur, et sans spectateur », par Stephen Wright, 2006
- « Les Amicales de la biennale de Paris », par Jean-Baptiste Farkas, 2006
- « Pour un catalogue des arts réputés illégitimes », par Jean-Claude Moineau, 2006
- « La XVe biennale de Paris en six points d'informations », par Marie-Pierre Bathany, 2006

### Films et vidéos
- Pièces à conviction (1985)
  - 8 vidéos de création présentant 8 œuvres et 8 artistes de la XIIIe Biennale de Paris 1985
  - Réalisation Maurice Benayoun
  - incluant des interviews de Jean Le Gac, Jean-Michel Alberola, Bertrand Lavier, Takis, Jean-Luc Vilmouth, Jean Tinguely, Martial Raysse et Bill Woodrow.
  - Production Savoir au Présent, CNAP, Vidéothèque de Paris.
- La Biennale de Paris 1967[30], le 4 novembre 1967.
  - Une émission de Charles Chaboud.
  - Musée d'art moderne de la Ville de Paris.
  - Production : Office national de radiodiffusion télévision française.
  - Générique : Charles Chaboud.
  - Durée : 56 min 4 s.
  - Jeunes peintres interviewés sur la peinture moderne : groupe BMPT (Buren, Parmentier, Mosset, Toroni), portrait de Brigitte Bardot par les « lettristes », une station d'aérotrains - plus de parking, plus de problème de stationnement, projet d'un univers polysphérique - Forme d'une ville future en constant renouvellement, Alain Jouffroy interviewé sur l'art et la sur biennale, il parle de l'art de Marcel Duchamp, l'art est devenu un produit de spéculation de nos jours...
- Biennale de Paris au musée d'art moderne de la Ville de Paris[31], journal télévisé de 20 h 0 du 3 octobre 1959.
  - Production : United Press.
  - Générique : Micheline Sandrel.
  - Durée : 1 min 35 s
  - André Malraux, ministre d'État chargé de l'action culturelle en visite officielle.